# Cryptoscenea evansorum
Cryptoscenea evansorum is een insect uit de familie van de dwerggaasvliegen (Coniopterygidae), die tot de orde netvleugeligen (Neuroptera) behoort. 
De wetenschappelijke naam Cryptoscenea evansorum is voor het eerst geldig gepubliceerd door Smithers in 1984.